# Điện tâm đồ

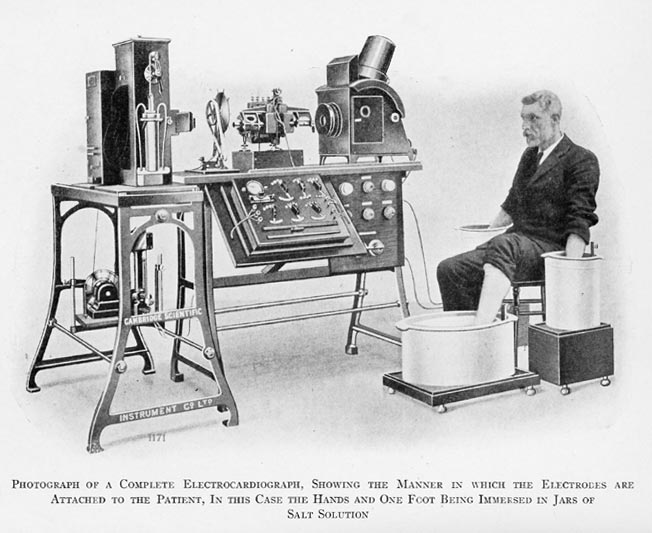
Willem Einthoven và máy ghi điện tim

Di chuyển dòng điện của tim. Từ hạch SA trong tâm nhĩ chuyền xuống hạch AV và lan vào tâm thất (x giây)

Điện tâm đồ của một chu chuyển bình thường. Sóng P thể hiện nhĩ thu (tâm nhĩ bóp), phức hợp QRST là tâm thất thu. Sau sóng T là tâm trương (tim nghỉ).

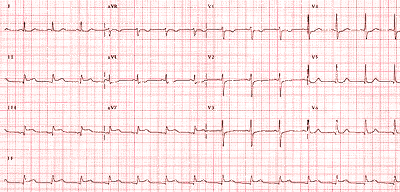
Điện tâm đồ. Đoạn ST nâng lên trong phần II,III, AVF. Nhồi máu phần dưới cơ tim.

Điện tâm đồ (tiếng Anh: electrocardiogram, thường gọi tắt là ECG hay EKG) là đồ thị ghi những thay đổi của dòng điện trong tim. Quả tim co bóp theo nhịp được điều khiển của một hệ thống dẫn truyền trong cơ tim. Những dòng điện tuy rất nhỏ, khoảng một phần nghìn volt, nhưng có thể dò thấy được từ các cực điện đặt trên tay, chân và ngực bệnh nhân và chuyển đến máy ghi. Máy ghi điện khuếch đại lên và ghi lại trên điện tâm đồ.
Điện tâm đồ được sử dụng trong y học để phát hiện các bệnh về tim như rối loạn nhịp tim, suy tim, nhồi máu cơ tim v.v...

## Lịch sử
- 1887 - Augustus D. Waller (St Mary's Medical School, Luân Đôn) trình bày ECG đầu tiên trên người của Thomas Goswell, một người làm việc trong phòng thử nghiệm.[1]
- 1893 - Willem Einthoven giới thiệu từ 'electrocardiogram' tại buổi họp của Hội Y Học Hà Lan. (nhưng sau đó ông sửa lại rằng Waller là người đầu tiên dùng chữ này).[2]
- 1895 - Einthoven cải tiến dụng cụ và công thức ghi điện, ghi được 5 thay đổi điện trong một nhịp tim, ông ghép chữ cho 5 thay đổi này (P, Q, R, S, T, U).[3]

## Sơ lược về hệ thống điện tim
Tim người có 4 buồng để chứa và bơm máu. Hai phần nhỏ ở phía trên gọi là tâm nhĩ (có hình thù giống với lỗ tai). Hai phần dưới lớn hơn gọi là tâm thất. Máu theo tĩnh mạch từ cơ thể trở về tâm nhĩ phải, từ phổi trở về tâm nhĩ trái. Tâm nhĩ trái bóp bơm máu vào tâm thất trái, tâm nhĩ phải đưa máu vào tâm thất phải. Sau đó tâm thất phải bóp để bơm máu theo động mạch lên phổi và tâm thất trái bóp để bơm máu xuống cơ thể. Tim có khả năng hoạt động đều đặn và thứ tự như thế là nhờ một hệ thống các tế bào dẫn điện đặc biệt nằm trong cơ tim.
Trong tâm nhĩ bên phải có nút xoang nhĩ (sinoatrial node) gồm các tế bào có khả năng tự tạo xung điện (electric impulse). Xung điện này truyền ra các cơ chung quanh làm co bóp hai tâm nhĩ (tạo nên sóng P trên Điện Tâm đồ). Sau có dòng điện tiếp tục truyền theo 1 chuỗi tế bào đặc biệt tới nút nhĩ thất (atrioventricular node) nằm gần vách liên thất rồi theo chuỗi tế bào sợi Purkinje chạy dọc vách liên thất lan vào các cơ chung quanh (loạt sóng QRS) làm hai thất này co bóp. Sau đó xung điện giảm đi, tâm thất giãn ra (tạo nên sóng T).

## Áp dụng y học
Điện tâm đồ được sử dụng trong nhiều trường hợp y học:
* Chẩn đoán nhồi máu cơ tim khi cơ tim bị thiếu máu và dưỡng khí,bị tổn thương hay hoại tử, khả năng dẫn truyền điện của cơ sẽ thay đổi. Sự thay đổi này có thể ghi nhận được trên điện tâm đồ, đây là một trong những giá trị nhất của phương pháp cận lâm sàng này.
* Chẩn đoán Thiếu máu cơ tim: cơ tim bị thiếu máu sẽ cho thấy hình ảnh sóng T trên điện tâm đồ dẹt, âm.
* Chẩn đoán và theo dõi rối loạn nhịp tim bất thường tại vị trí phát nhịp (nút xoang, nút nhĩ nhất, cơ tim) và dẫn truyền một chiều của tim sẽ cho thấy hình ảnh nhịp tim bất thường trên điện tâm đồ
* Chẩn đoán và theo dõi rối loạn dẫn truyền
nhịp tim đập do một hệ thống dẫn truyền khoa học, việc tổn thương hay mất sự mạch lạc dẫn truyền cho thấy các bất thường về các nhánh điện học của tim trên điện tâm đồ (Block AV, Block nhánh tim) 
* Chẩn đoán các chứng tim lớn
khi cơ tim dày hay dãn, quá trình khử cực, tái cực của từng thành phần trong cơ tim sẽ thay đổi, qua đó trên giấy ghi sẽ cho những gợi ý nhất định về tình trạng lớn buồng tim, tuy nhiên giá trị của ECG không ưu thế là trường hợp này, vì thay đổi nhiều vào chủng tộc, nhiều yếu tố gây nhiễu và độ nhạy kém, y học cũng có nhiều công cụ chẩn đoán tim to tốt hơn.
* Chẩn đoán một số thay đổi sinh hóa máu vì điện tim là do sự di chuyển của các ion như natri, kali, calci, v.v.... Khi có thay đổi lớn trong nồng độ các chất này, điện tâm đồ có khả năng thay đổi.
* Chẩn đoán một số ngộ độc thuốc Thuốc digoxin làm thay đổi đoạn ST của mọi cực. Thuốc chống trầm cảm 3 vòng làm dài đoạn QT.

## Ý nghĩa cơ bản của các thành phần trên điện tâm đồ
Một chu kỳ tim biểu hiện trên điện tâm đồ là: sóng P, phức bộ QRS, sóng T, và sóng U (nếu có), hình dạng, thời gian kéo dài của sóng/phức bộ và cả thời gian giữa các thành phần với nhau đều có ý nghĩa đặc biệt quan trọng trong việc chẩn đoán.

### Biên độ và khoảng thời gian

Hình ảnh động của sóng điện tâm đồ bình thường.

Tất cả các sóng trên đồ thị ECG và khoảng thời gian giữa chúng có khoảng thời gian dự đoán được, phạm vi biên độ (điện áp) có thể chấp nhận được và hình thái điển hình. Bất kỳ sai lệch nào so với dấu vết bình thường đều có khả năng là bệnh lý và do đó có ý nghĩa lâm sàng.
Để dễ đo biên độ và khoảng cách, ECG được in trên giấy kẻ ô vuông ở tỷ lệ tiêu chuẩn: mỗi 1 mm (một ô nhỏ trên giấy ECG 25 mm/s tiêu chuẩn) biểu thị 40 mili giây thời gian trên trục x và 0,1 milivôn trên trục y.

### Các sóng và phức bộ

#### Sóng P
Sóng P hình thành do quá trình khử cực tâm nhĩ (cả nhĩ trái và nhĩ phải), bình thường biên độ của sóng P thường dưới 2mm (0.2mmV), và thời gian của sóng P là từ 0.08 đến 0.1 giây, việc tăng biên độ và kéo dài thời gian của sóng gợi ý đến một tình trạng tâm nhĩ lớn (tăng biên độ gợi ý lớn nhĩ phải. thời gian khử cực kéo dài gợi ý đến lớn nhĩ trái).

#### Phức bộ QRS
Phức bộ QRS thể hiện quá trình khử cực của tâm thất, tùy vào chiều khử cực và vị trí đặt điện cực mà trên giấy ghi sẽ cho thấy các phức bộ khác nhau, ưu thế sóng R hay S, bình thường QRS kéo dài từ 0.06 đến 0.1 giây.
- Sóng Q là sóng âm đầu tiên của phức bộ QRS, sóng Q trên bệnh nhân bình thường thường nhỏ và ngắn (hình thành do quá trình khử cực vách liên thất), một sóng Q sâu (biên độ âm lớn) và kéo dài cho thấy một tình trạng hoại tử cơ tim (Trong nhồi máu cơ tim cũ hay nhồi máu cơ tim không có ST chênh lệch).
- Sóng R là sóng dương đầu tiên của phức bộ, và sóng âm sau nó là S, đây là hai sóng hình thành do khử cực thất, về bản chất là giống nhau, nếu điện cực đặt ở vị trị chiều khử cực hướng đến thì sóng R sẽ ưu thế, như trong chuyển đạo DII, V5, V6. Sóng R sẽ ưu thế hơn nếu chiều khử cực đi xa vị trí đặt điện cực như V1, V2.

#### Sóng T
Là sóng theo sau phức bộ QRS, thể hiện quá trình tái cực muộn của 2 tâm thất, sóng T có giá trị rất lớn trong việc nhận định một tình trạng cơ tim thiếu máu.

#### Sóng U
Nguồn gốc sóng U vẫn chưa điện xác định rõ ràng, các giả thuyết đặt ra là: 
- Tái cực chậm sợi Purkinje.
- Tái cực kéo dài giữa cơ tim tế bào M (mid-myocardial cell)
- Sau kết quả điện thế của trương lực cơ trong các thành tâm thất.

Bình thường không thấy sóng U trên điện tâm đồ, nếu có thì là sóng nhỏ sau sóng T, sóng U đảo ngược hay nhô cao nhọn gặp trong rất nhiều loại bệnh lý tim (bệnh mạch vành, tăng huyết áp, bệnh van tim, tim bẩm sinh, bệnh lý cơ tim, cường giáp, ngộ độc, rối loạn điện giải,...)

### Các đoạn - khoảng

#### Khoảng PQ
Là thời gian dẫn truyền từ nhĩ đến thất, bình thường từ 0.12 - 0.2 giây, việc kéo dài thể hiện quá trình chậm dẫn truyền (do bị block), PQ ngắn sẽ gợi ý đến một hội chứng kích thích sớm (Wolf-Parkinson-White)

#### Đoạn ST
Ý nghĩa là giai đoạn tái cực thất sớm, thời gian của ST thường không quan trọng bằng hình dạng của nó, bình thường ST nằm chênh lệch lên hoặc chênh xuống khỏi đường đẳng điện rất ít. Đoạn ST cực kỳ quan trọng trong việc chẩn đoán nhồi máu cơ tim.
ST chênh lên nếu cao hơn đường đẳng điện 1mm ở chuyển đạo chi và hơn 2mm ở chuyển đạo trước ngực
ST chênh xuống khi nằm dưới đường đẳng điện hơn 0.5mm

#### Đoạn QT
Là thời gian tâm thu điện học của tâm thất, khoảng giá trị bình thường của đoạn QT phụ thuộc vào tần số tim, QT kéo dài bất thường có liên quan với tăng nguy cơ loạn nhịp thất, đặc biệt là xoắn đỉnh. Gần đây, hội chứng QT ngắn bẩm sinh đã được tìm thấy có liên quan với tăng nguy cơ rung nhĩ và thất kịch phát và đột tử do tim.